# Barcarena
Barcarena város Brazíliában, Pará államban a Tocantins folyó mellett. Lakosainak száma 126 650 fő (2022). Barcarena Abaetetuba, Acará, Belém, Moju és Ponta de Pedras községekkel határos. Belém nagyvárosi területének része. A város gazdasága nagyrészt a mezőgazdaságra és a bauxitra épül. A közelben nyersvas-feldolgozó üzemek is működnek. A város és a kikötő egy jelentős átrakodási kikötőként fejlődik, amely vasúton szállítja a nemzetközi exportra szánt árukat a közeli belvízi kikötőkből, Brazília egész területéről, gyorsítva a szállítást és csökkentve az időt és a költségeket a délkeleti hagyományos nagy kikötőkhöz képest.

## Népesség
A település népességének változása:
| Lakosok száma | 99 859 | 118 537 | 127 027 | 129 333 | 126 650 |
|               | 2000   | 2016    | 2020    | 2021    | 2022    |